# Jindai-ji
Le Jindai-ji (甚大寺) est un temple bouddhiste situé dans la ville de Sakura, préfecture de Chiba au Japon. Le temple se trouve à l'origine dans la préfecture de Yamagata mais lorsque le clan Hotta se voit attribuer le domaine de Sakura, Hotta Masasuke transfère le temple en 1746 pour qu'il serve de bodaiji (菩提寺) (temple funéraire) du clan, c'est-à-dire qu'il en soit le temple familial. L'indicateur historique des tombes du clan Hotta se trouve au Jindai-ji, comme le sont les pierres tombales de Hotta Masatoshi, Hotta Masayoshi et Hotta Masatomo, qui sont tous désignés comme lieux historiques préfectoraux de Chiba. La statue de bronze de Kannon aux onze visages, le principal objet de vénération du Jindai-ji est de l'artiste Tsuda Shinobu (1875-1946).

## Source de la traduction
- (en) Cet article est partiellement ou en totalité issu de l’article de Wikipédia en anglais intitulé « Jindai-ji » (voir la liste des auteurs).